# Cristóbal Rojas

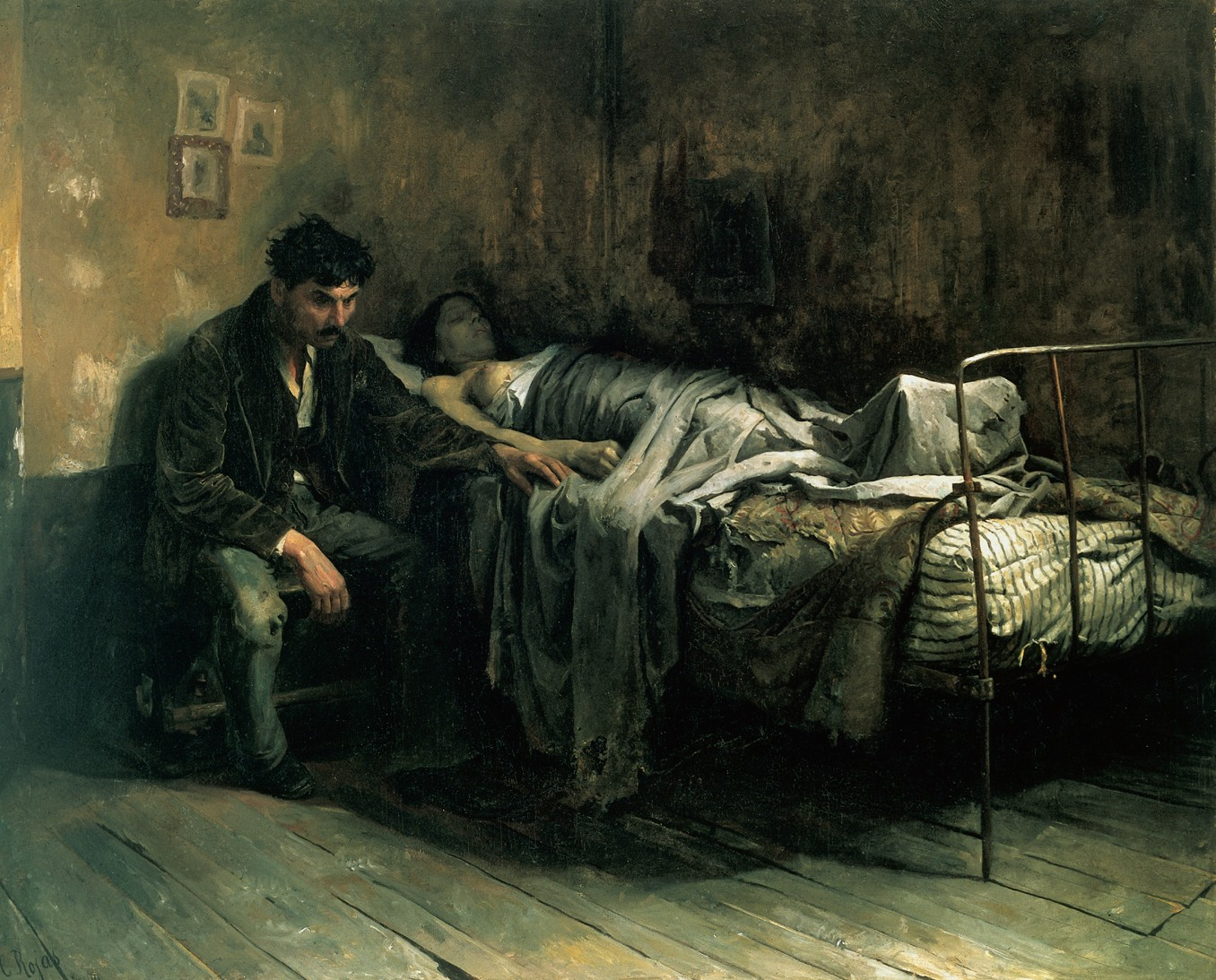
La Misèria, de Cristobal Rojas

Cristóbal Rojas (Cúa, Veneçuela, 1857-Caracas, 1890)
El 1881 va col·laborar amb Antonio Herrera Toro en la decoració de la catedral de Caracas. Dos anys després es va traslladar a París, es va inscriure a l'Académie Julian i va començar a treballar sota la direcció de Jean-Paul Laurens. El 1886 va exposar La misèria al Salon. La seva obra va evolucionar des del postromanticisme fins a la representació de paisatges del natural vinculats a l'impressionisme.